# フアン・マヌエル・マルティネス
フアン・マヌエル・マルティネス（Juan Manuel Martínez, 1985年10月25日 - ）は、アルゼンチン・ビエドマ出身のサッカー選手。クラブ・アルマグロ所属。ポジションはフォワード（右ウィング）。

## 経歴

### クラブ
CAベレス・サルスフィエルドの下部組織で育ち、2003年10月1日、タジェレス・デ・コルドバ戦 (2-1) でプロデビューした。クラウスーラ2005第4節のCAラヌース戦 (2-1) で初得点を決め、そのシーズンは13試合に出場して1得点ながら、チームはリーグ優勝を果たした。2005年にはAAアルヘンティノス・ジュニアーズにレンタル移籍し、アペルトゥーラ2005では開幕戦から10試合連続で出場したが、11節に膝を負傷して長期離脱した。半年以上をリハビリ期間に当て、クラウスーラ2006の最終戦となったCAコロン戦 (1-0) で復帰した。ベレスに復帰して半年間だけプレーした後、2007年にはコロンビアのククタ・デポルティーボFCにレンタル移籍し、同年のコパ・リベルタドーレスでは準決勝まで勝ち進んだ。その後はサウジアラビアのアル・シャバブ・リヤドにレンタル移籍した。
2008-09シーズンの開幕とともにベレスに復帰し、クラウスーラ2009では9試合に出場して1得点を挙げて自身2度目のリーグ優勝を果たした。シーズン終盤にレギュラーのホナタン・クリスタルドが負傷したため、優勝のかかったラスト2試合はマルティネスが先発出場した。アペルトゥーラ2010は彼にとって最高のシーズンとなった。それまでにリーグ戦91試合に出場して6得点しか挙げておらず、決してレギュラーとはいえなかったが、このシーズンは前19試合に先発出場して10得点を記録した。10節のCAコロン戦 (6-0) ではアルゼンチンでは初となるハットトリックを達成し、ラシン・クルブ戦 (2-0) で見せたプレーは「（5人抜きドリブルで知られる）ディエゴ・マラドーナのようだ」と称えられた。その試合で彼は自陣からドリブルを始め、6人の相手選手を交わしてゴール前に到達し、ついにはゴールキーパーも振り切ってゴールを決めたのだった。このシーズンはエストゥディアンテス・デ・ラ・プラタに次ぐ2位となった。2010年を通しての活躍から、マルティネスはアルゼンチンのスポーツジャーナリスト連盟が選ぶアルゼンチンリーグ最優秀選手に選ばれ、海外でプレーする最優秀アルゼンチン人選手のリオネル・メッシとともに表彰された。2011年1月、ベレスとの契約を2013年まで延長した。
2013年1月、ボカ・ジュニアーズに移籍した。
2015年8月13日、レアル・ソルトレイクに移籍した。
2017年、CAベレス・サルスフィエルドに復帰。同年9月6日、CAインデペンディエンテと1年契約を交わした。

### 代表
2010年11月、セルヒオ・バティスタ監督によってアルゼンチン代表に初招集され、代表合宿に参加した。この時の招集選手の中でアルゼンチン国内リーグ所属の選手は彼だけであった。2011年1月25日、ポルトガルとの親善試合にて初出場を果たした。ロスタイムに彼が獲得したPKをリオネル・メッシが決め、アルゼンチンを勝利に導いた。
2012年9月19日のブラジルとの親善試合で代表初得点となる先制点を挙げた。

## タイトル

### クラブ
ベレス
- プリメーラ・ディビシオン : 2004-05C, 2008-09C, 2010-11C

コリンチャンス
- FIFAクラブワールドカップ : 2012

### 個人
- アルゼンチン・リーグ最優秀選手 (1) : 2010